# Banyuls-sur-Mer
Banyuls-sur-Mer [baɲuls syʁ mɛʁ] (auf Katalanisch Banyuls de la Marenda) ist eine französische Stadt und Gemeinde mit 4583 Einwohnern (Stand 1. Januar 2022) im Département Pyrénées-Orientales in der Region Okzitanien. Sie liegt in der historischen katalanischen Comarca Rosselló. Die Bewohner werden Banyulencs genannt.

## Geografie
Banyuls-sur-Mer liegt an der Küste des Golfe du Lion. Die Ausläufer der Pyrenäen, die Monts Albères, fallen hier ins Meer ab und formen eine Steilküste. Es grenzt an die französischen Nachbargemeinden Cerbère, Port-Vendres, Argelès-sur-Mer und Collioure sowie an Colera, Rabós und Espolla in Spanien. Besonders bekannt ist der Ort für den nach ihm benannten Süßwein Banyuls (VDN), darüber hinaus beherbergt er das ozeanographische Institut Observatoire océanologique de Banyuls-sur-Mer mit einem Museum und einem Aquarium.

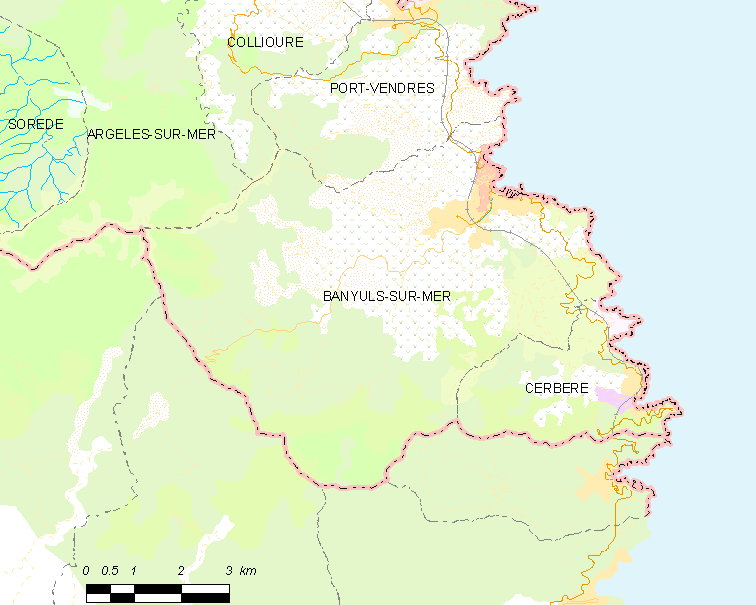
Karte von Banyuls-sur-Mer

## Geschichte
Die erste schriftliche Erwähnung der Stadt datiert aus dem Jahr 981, damals Balneum oder Balneola genannt. Im Jahr 1074 ändert sich die Schreibform in Bannils de Maritimo, um die Stadt vom 20 km entfernten Banyuls-dels-Aspres unterscheiden zu können. Der Begriff Marenda wird im Jahr 1197 (Banullis de Maredine) und im Jahr 1674 (Banyuls del Marende) erwähnt. Seit dem 19. Jahrhundert existiert die heutige katalanische Namensgebung Banyuls de la Marenda.
Der Name Banyuls bedeutet in der lokalen Sprache die Präsenz eines Weihers. Diesen gab es in der Tat bis zur Trockenlegung des Baches Vallauria im Jahr 1872. Der Namenszusatz de Maritimo, del Marende, sur mer etc. weisen in der jeweiligen Sprache auf die Lage an der Küste hin.
Während nahezu zwei Jahrhunderten spielte der Schmuggel von und nach Spanien eine große Rolle in Banyuls-sur-Mer. Je nach Bedürfnis der jeweiligen Epoche wurden Salz, Tabak, Silbermünzen, Zucker, Reis, Tuche und Leder geschmuggelt, und dies nahezu straffrei. Daneben lebte die Bevölkerung in der Hauptsache von Fischerei und Weinbau. Heutzutage ist der Tourismus von Bedeutung.
Jedes Jahr im Oktober findet das traditionelle Winzerfest Fête des Vendanges in Banyuls statt. Den Höhepunkt stellt das Déjeuner sur la Plage am Sonntag dar, bei dem Tausende Menschen das Eintreffen der mit Trauben beladenen Barken feiern.

## Persönlichkeiten

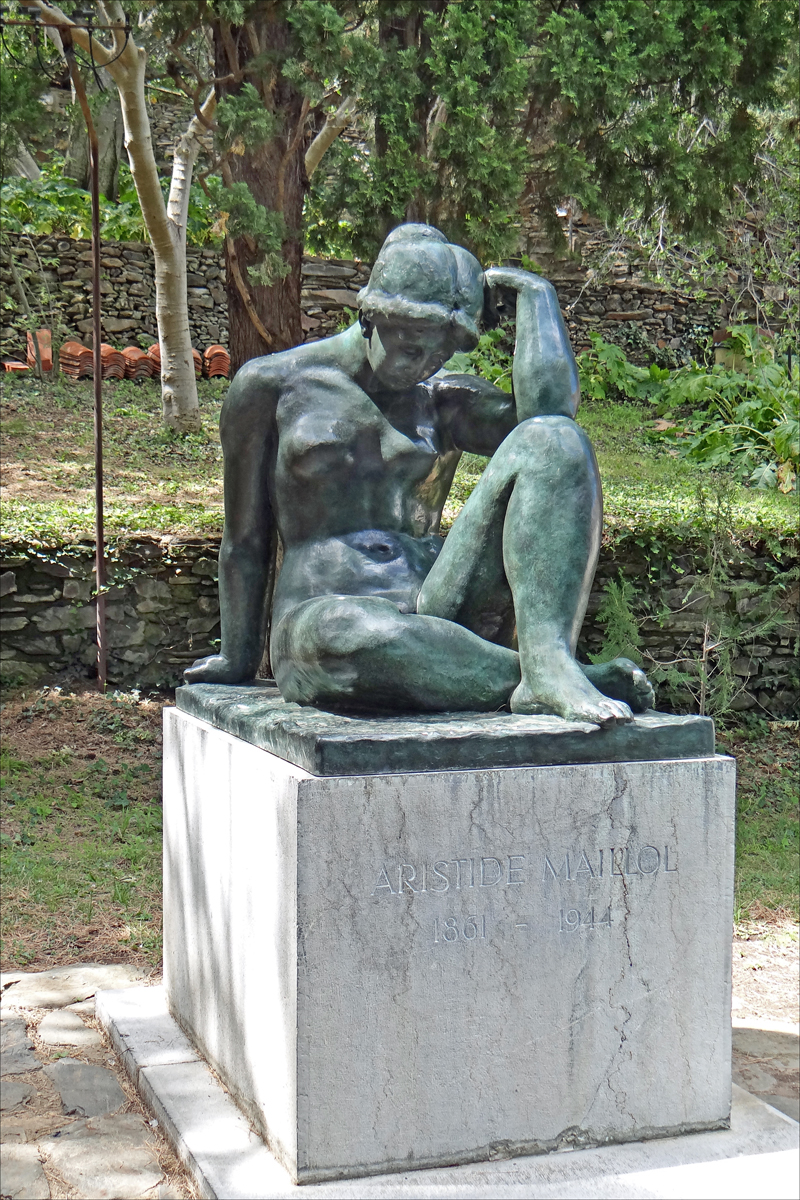
Grabstein Maillols mit seinem Werk La Méditerranée im Musée Maillol Banyuls

- Der Bildhauer Aristide Maillol (1861–1944) wurde in Banyuls geboren und starb in seinem dortigen Haus, das seit 1994 als Musée Maillol Banyuls an den Künstler erinnert. Sein Grab befindet sich im Garten des Hauses.
- Die Widerstandskämpfer Hans (1903–1960) und Lisa Fittko (1909–2005) unterstützten 1940/41 von Banyuls aus die Flucht zahlreicher Verfolgter des NS-Regimes aus Vichy-Frankreich nach Spanien.
- Der sozialistische Bürgermeister Vincent Azéma[1] unterstützte  u. a. Lisa und Hans Fittko, die den als Schmuggler- und Viehhirtenpfad bekannten Pfad über einen Bergpass (540 m ü. M.) zwischen Banyuls und Portbou als Fluchtweg nach Spanien nutzten; er leistete bis zu seiner Amtsenthebung durch die Vichy-Regierung wertvolle Hilfe bei der Rettung von NS-Verfolgten. Der Pfad war auch im Winter 1939 als Fluchtweg in umgekehrter Richtung durch General Lister organisiert worden, um einen Teil seiner Einheiten vor den Franchisten zu retten.
- Bernat de Pau (1394–1457), römisch-katholischer Bischof von Girona
- Raymond Centène (* 1958), römisch-katholischer Geistlicher, Bischof von Vannes ab 2005

## Tourismus
In Banyuls-sur-Mer beginnt ein Wanderweg, der auf einem alten Fluchtweg der Fluchthelfer Lisa und Hans Fittko in der Zeit der nationalsozialistischen Diktatur entlang führt. Diese nach den Fittkos benannte „F-Route“ von Banyuls-sur-Mer in das spanische Portbou ist  seit dem 24. Juni 2007 offiziell „Chemin Walter Benjamin“ (spanisch „Ruta Walter Benjamin“) benannt und als historischer Wanderweg markiert, um damit an den deutschen Philosophen Walter Benjamin zu erinnern, der diesen Weg unter dramatischen Umständen auf der Flucht vor den Nationalsozialisten am 25. und 26. September 1940 mit Lisa Fittko beschritt. Die spanischen Behörden ließen den Flüchtenden wegen eines neuen Dekrets nicht einreisen, sondern wollten ihn zurück nach Frankreich schicken. Daraufhin nahm sich Benjamin in der Nacht vom 26. auf den 27. September 1940 im Hotel Francia de Portbou das Leben, um seiner Auslieferung zu entgehen. Daran erinnert die in Portbou errichtete begehbare Landschaftsskulptur Passagen des israelischen Künstlers Dani Karavan. Auf dem Friedhof von Portbou befindet sich ein Gedenkstein zur Erinnerung an Walter Benjamin.  Musikalisch wie szenisch wurde Benjamins Tod in der Oper Shadowtime von Charles Bernstein (Libretto) und Brian Ferneyhough (Komposition) verarbeitet.

## Sehenswürdigkeiten
- Biodiversarium Banyuls sur mer
- Altes Rathaus (mit regelmäßigen Kunstausstellungen)
- Jachthafen und Hafenpromenade und Kriegerdenkmal Maillols
- Altstadt mit den Atelierhäusern von Aristide Maillol
- Villa Maillol mit Grabstätte und Musée Maillol de Banyuls sur Mer
- Wallfahrts-Kapelle Notre Dame de la Salette
- Skulpturen Maillols in der Innenstadt
- Kirche de la Rectorie

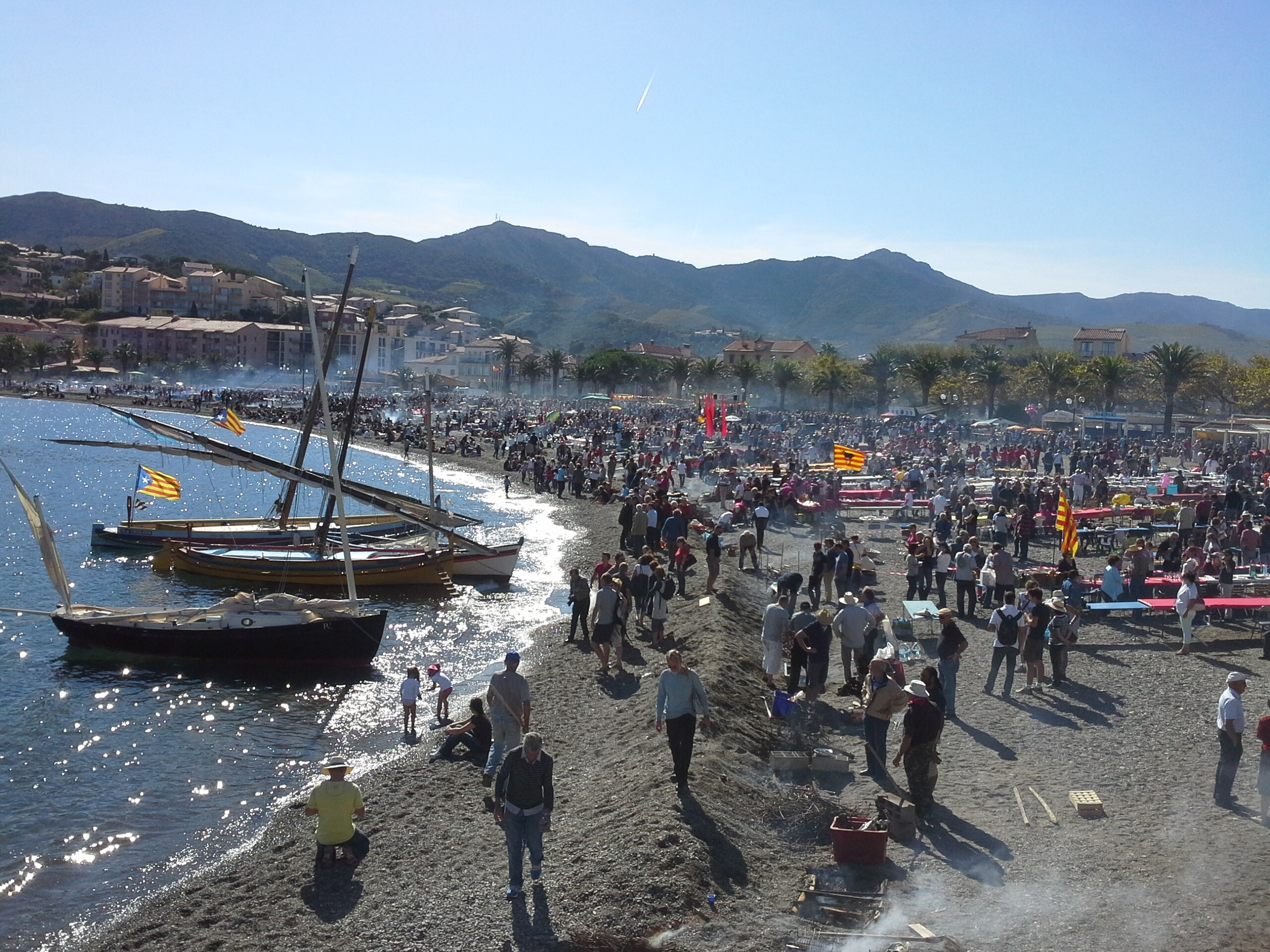
Fête des Vendanges
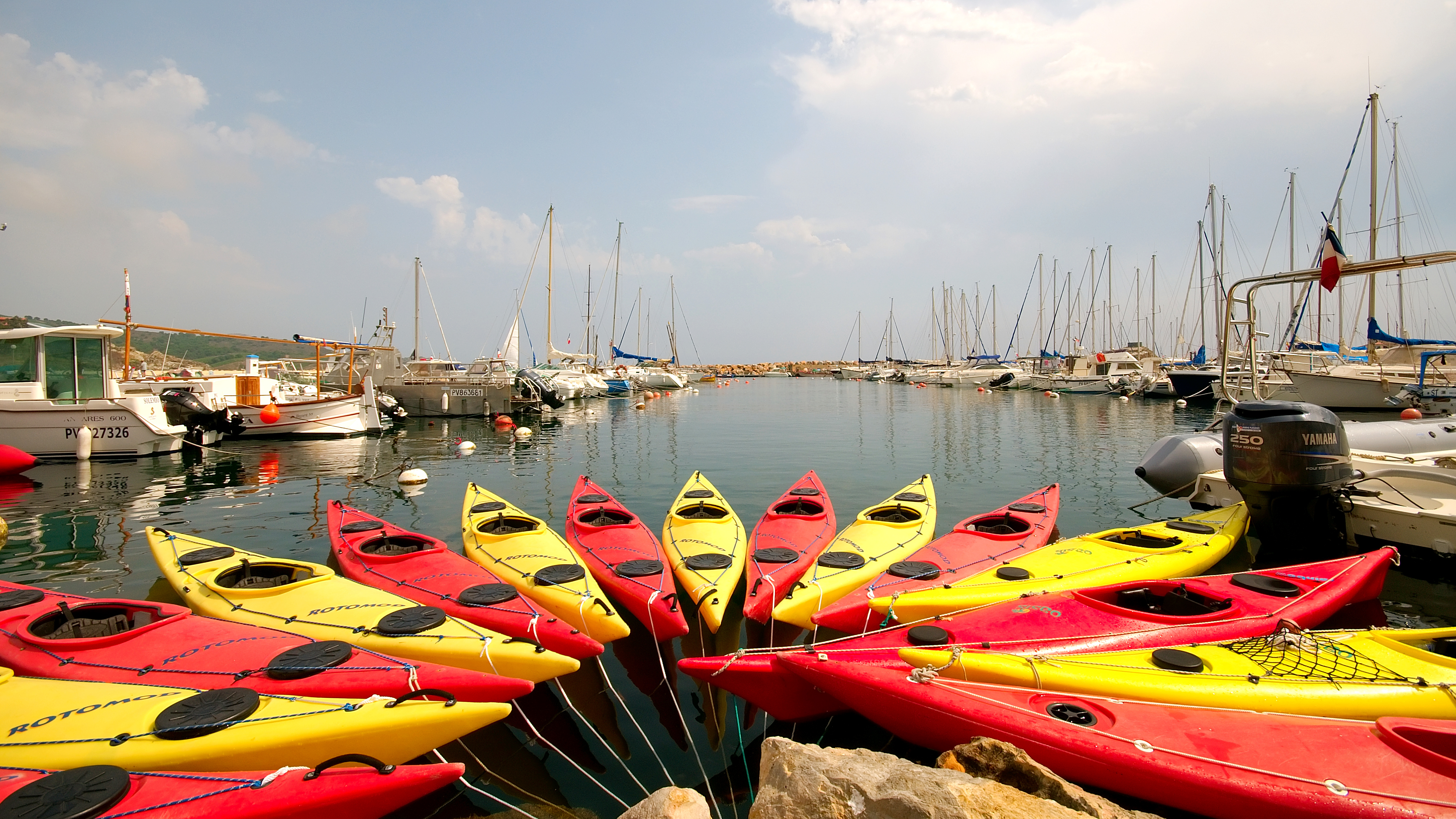
Hafenanlage
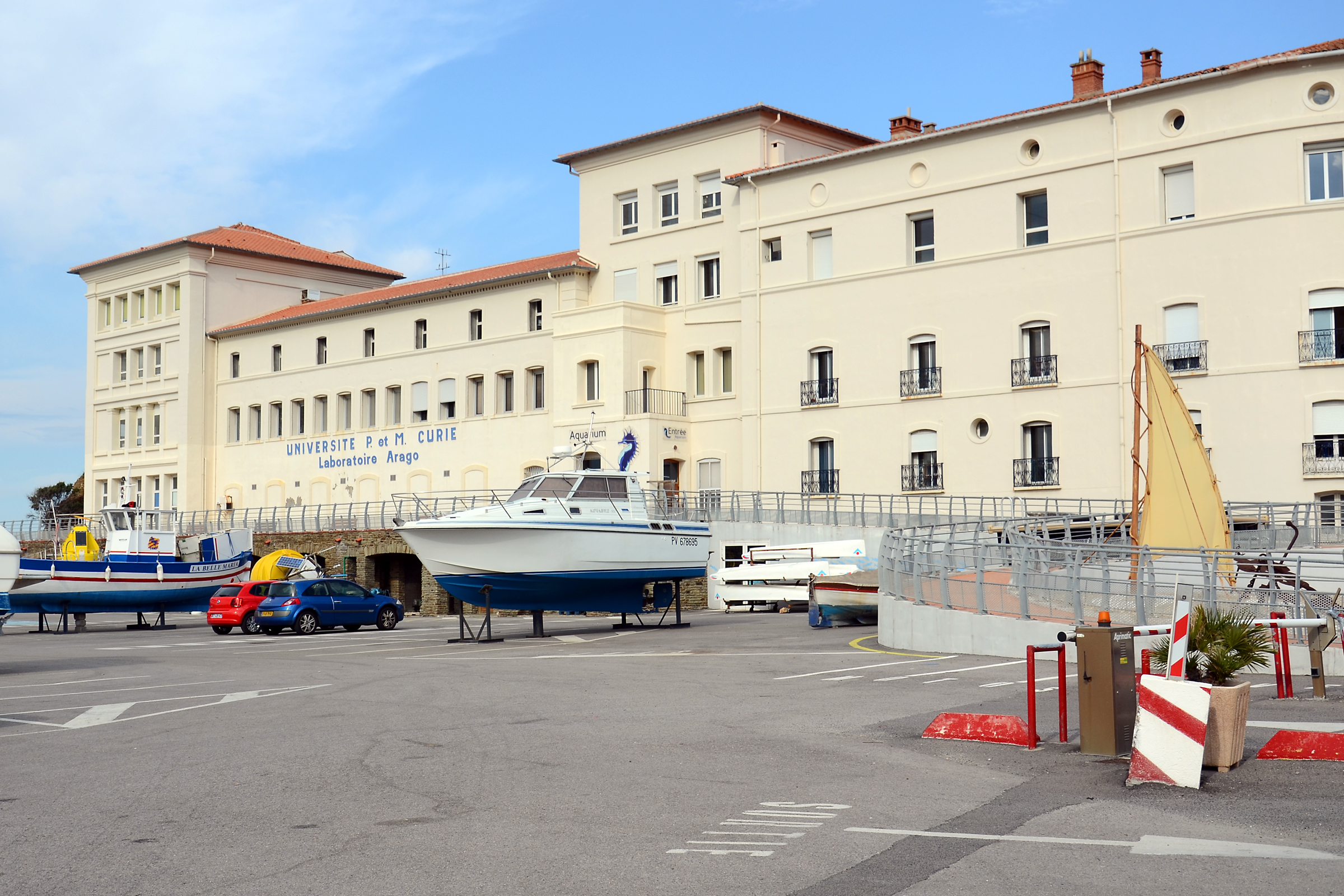
Observatoire Océanologique
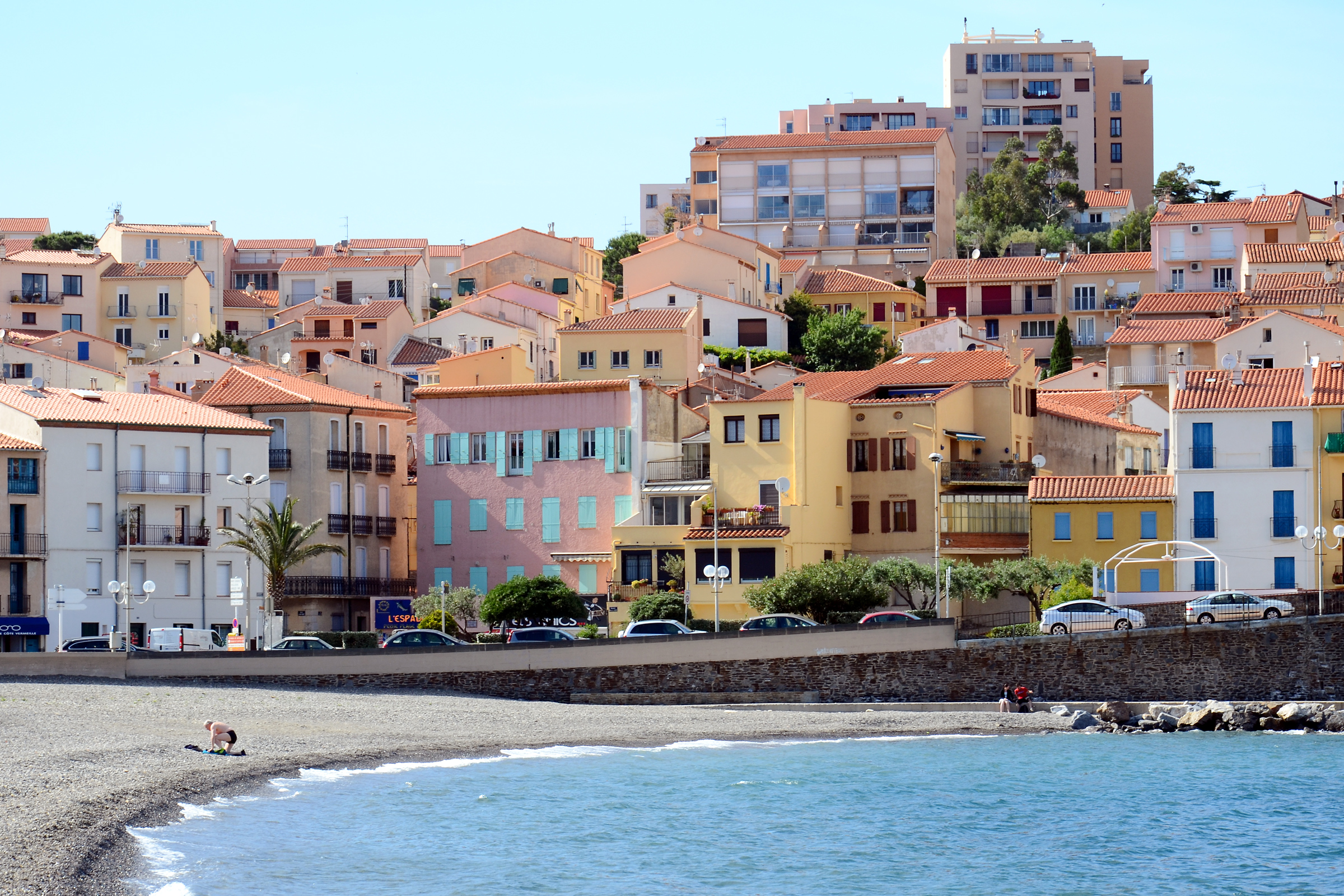
Strand am Anse du Fontaulé
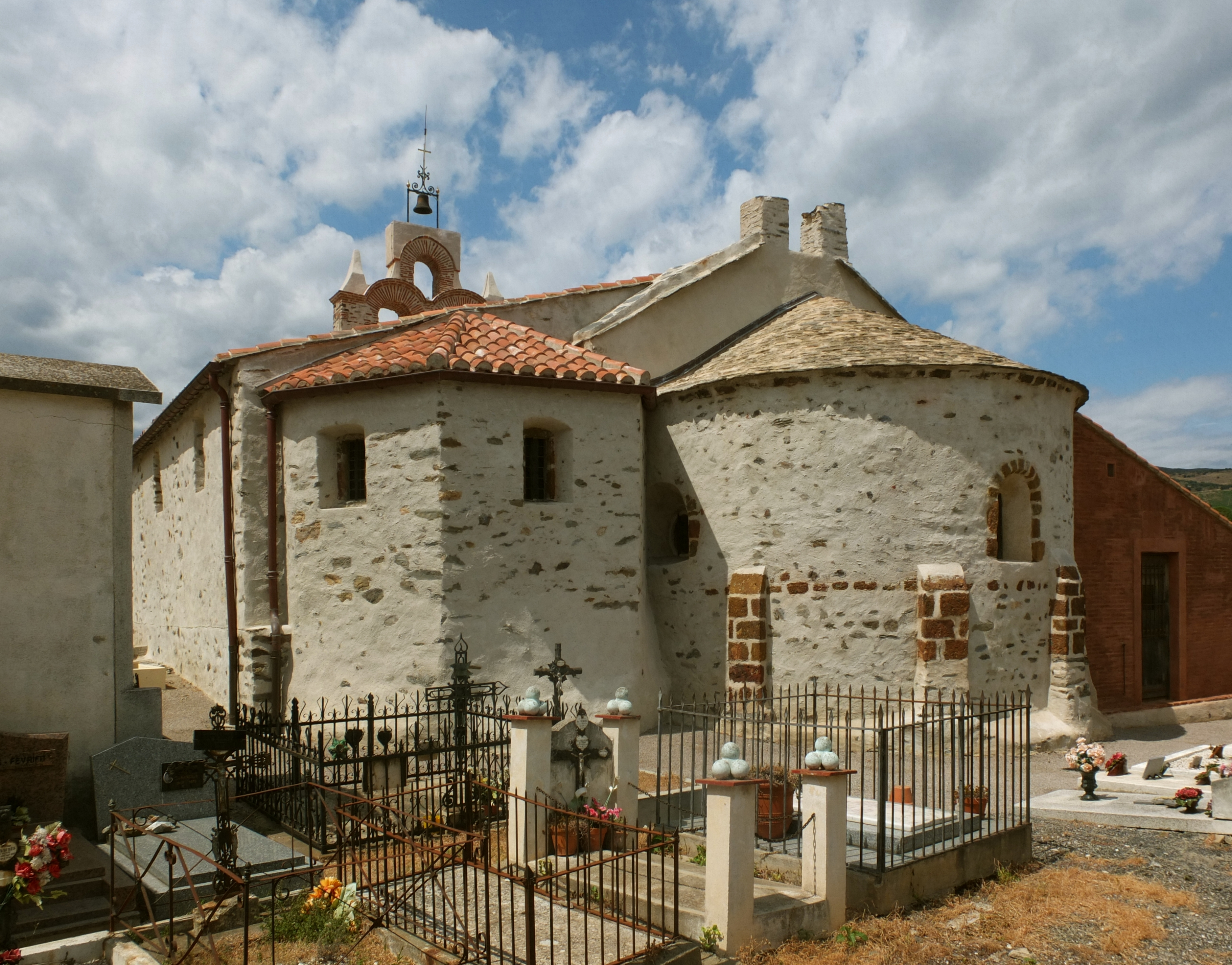
Église de la Rectorie (12. Jh.), Ansicht von W.
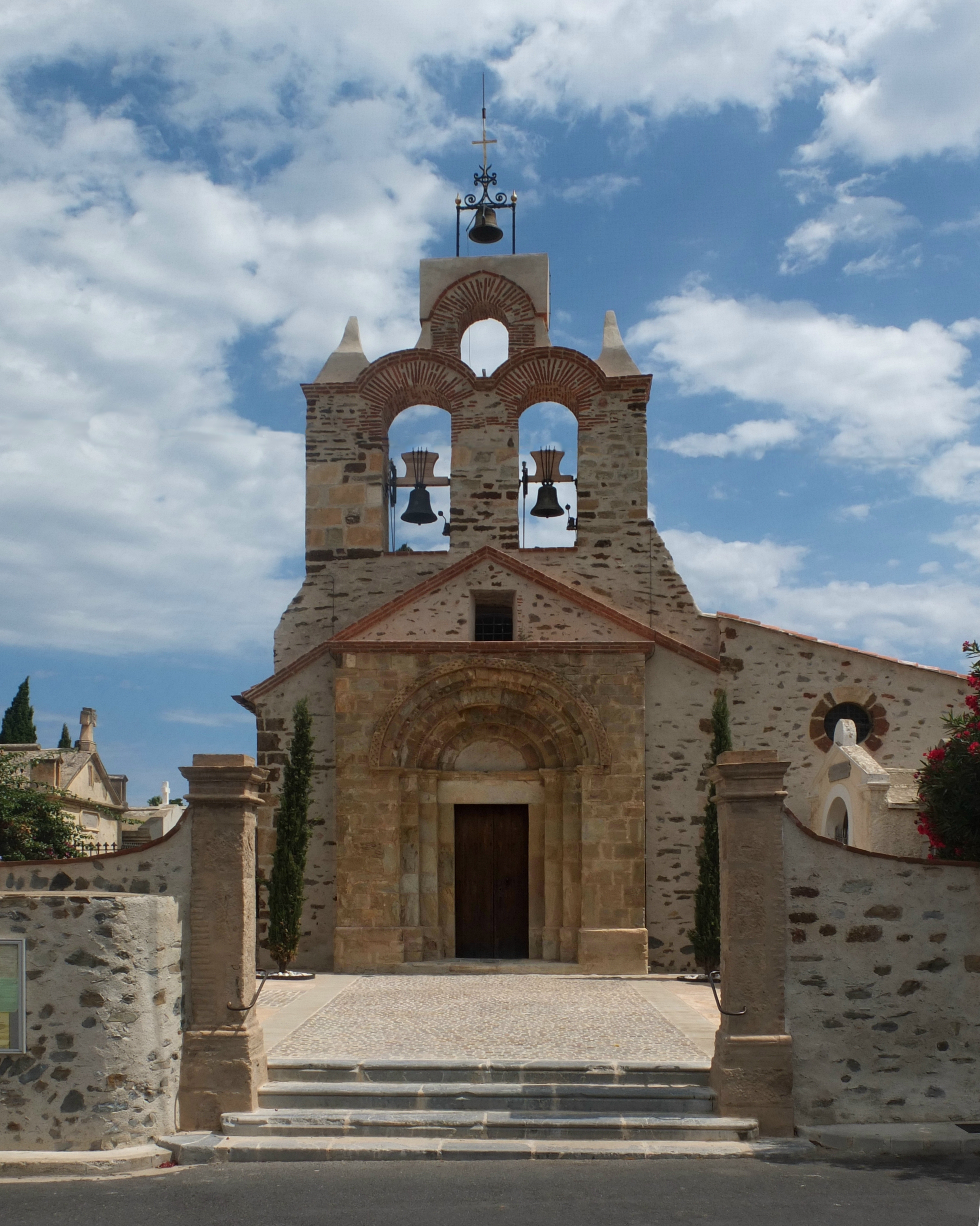
Église de la Rectorie (12. Jh.), Ansicht von O.
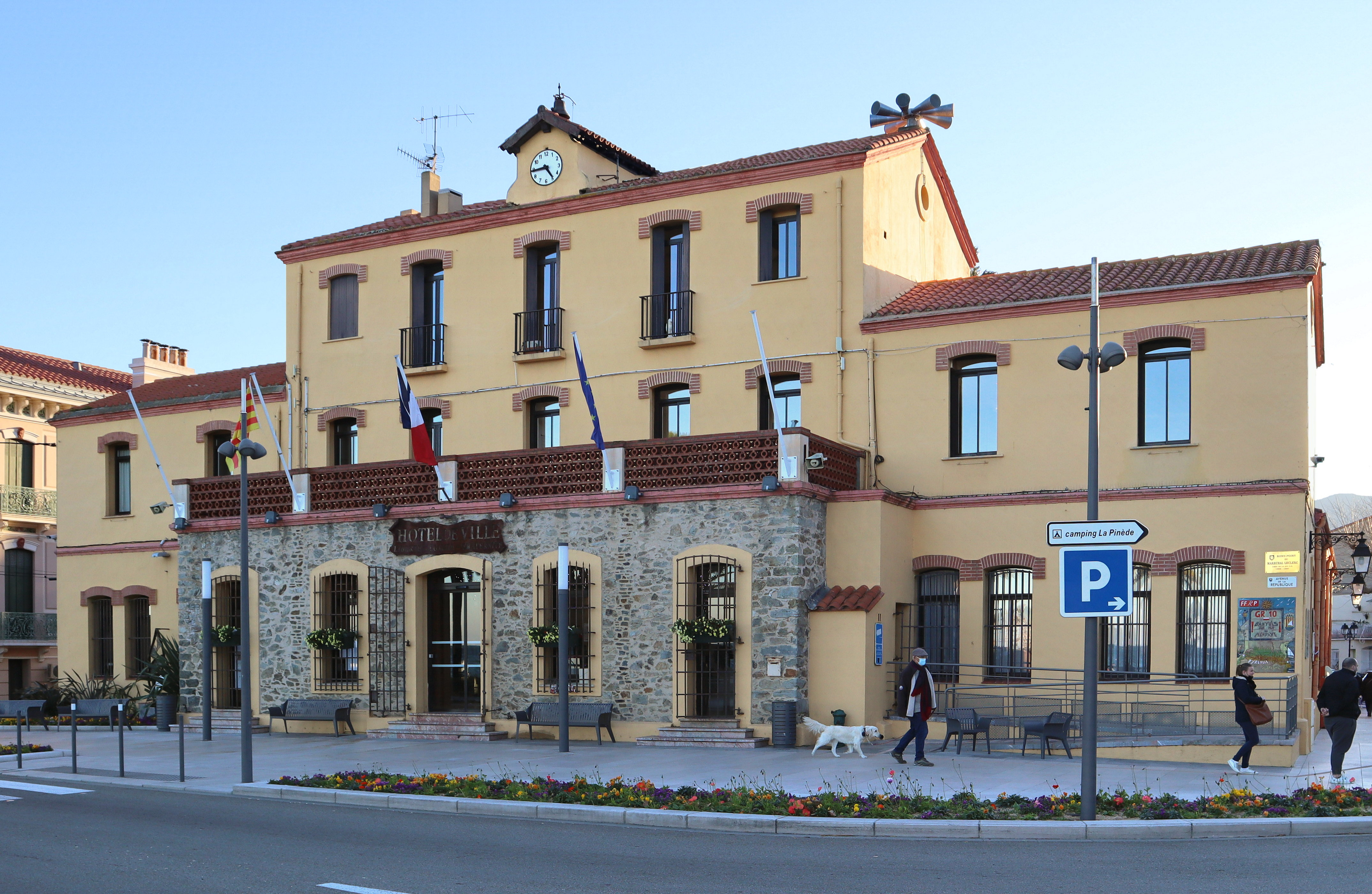
Mairie (Rathaus)
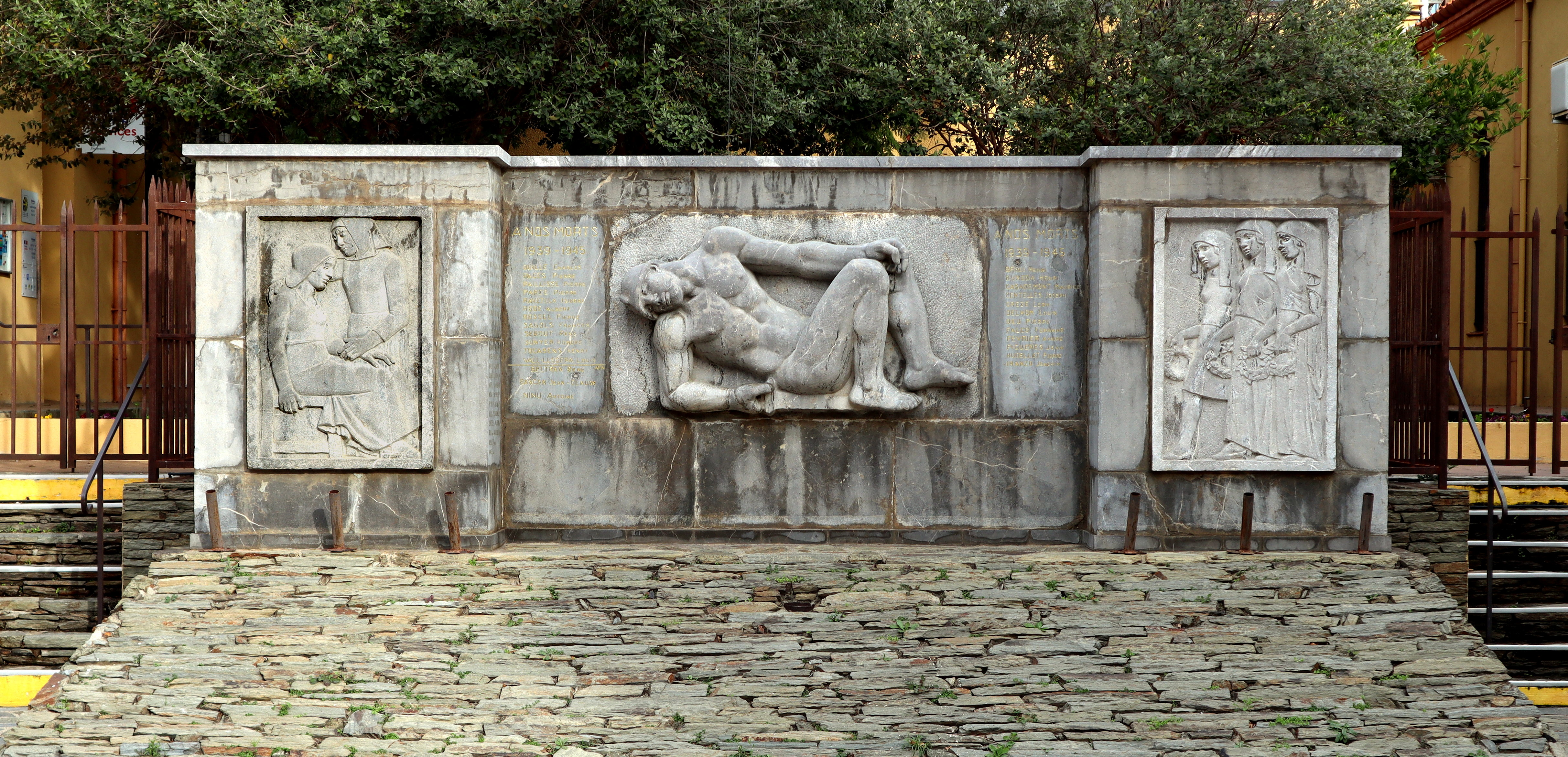
Kriegerdenkmal (Stein) von Aristide Maillol
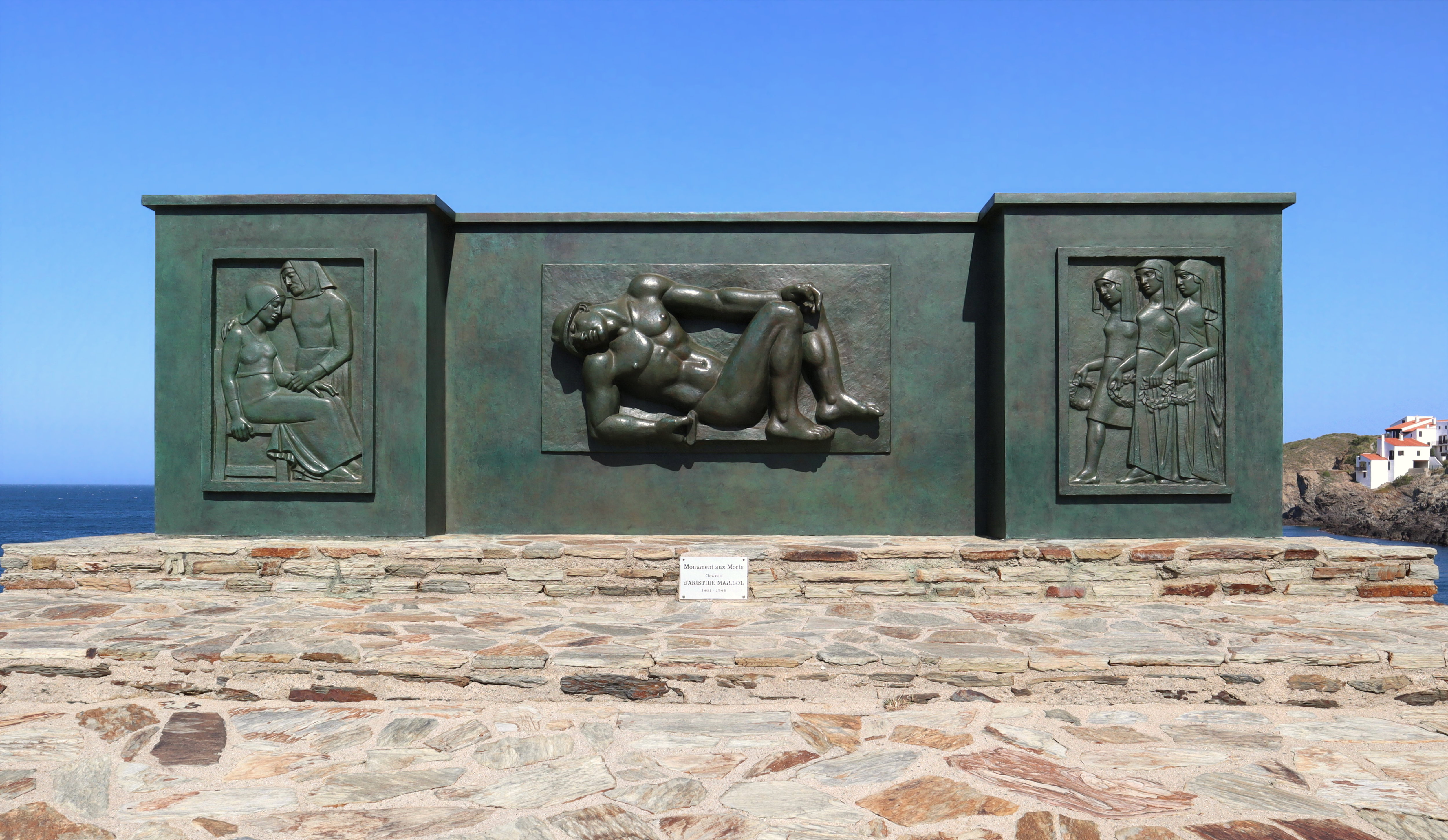
Kriegerdenkmal (Bronze) von Aristide Maillol

## Film
- Mordsidyll – Banyuls-sur-mer mit Yann Sola. Dokumentarfilm, Deutschland, 2017, 26:32 Min., Buch und Regie: Rieke Brendel und André Schäfer, Moderation: Friedrich Dönhoff, Produktion: Florianfilm, arte, ZDF, Reihe: Mordsidyll. Krimis in der französischen Provinz, Erstsendung: 13. Oktober 2017 bei arte, Inhaltsangabe von ARD.